# Vathy Zsuzsa
Vathy Zsuzsa (Pápa, 1940. április 15. – Budapest, 2017. január 7.) József Attila-díjas író, újságíró, szerkesztő, vegyészmérnök. A Magyar Művészeti Akadémia Irodalmi Tagozatának tagja (1996).

## Életpályája
Elemi és középiskolai tanulmányait szülővárosában, Pápán végezte, 1958-ban a Türr István Gimnáziumban érettségizett. Felsőfokú tanulmányokat a Veszprémi Vegyipari Egyetemen folytatott. 1965 és 1970 közt a százhalombattai olajfinomítóban dolgozott vegyészmérnöki beosztásban. 1970-ben elszegődött újságírónak, a Képes 7 gyermekrovatát szerkesztette, 1970-től folyamatosan jelentek meg novellái, elbeszélései, riportjai, kisregényei kötetekben is a Magvető, a Kozmosz, az 1990-es évektől a Pesti Szalon és a Palatinus kiadóknál. 1990 és 1992 közt a Kortárs című szépirodalmi folyóiratnál a prózarovatot vezette, 1992-től szabadfoglalkozású író.
Szépirodalmi munkái életútjának forrásaiból táplálkoznak, ábrázolja a gyermek- és ifjúkort, a nemzedéki ellentéteket, a fiatalok helykeresését, az életmódváltás nehézségeit és kudarcait. Környezetrajzai hitelesek és pontosak, képes a dolgok és az atmoszféra realisztikus megragadására. A szociográfiai szépirodalom jeles képviselője. Ő ihlette Vacskamati figuráját Lázár Ervin A Négyszögletű Kerek Erdő című mesefüzérében.

## Családja

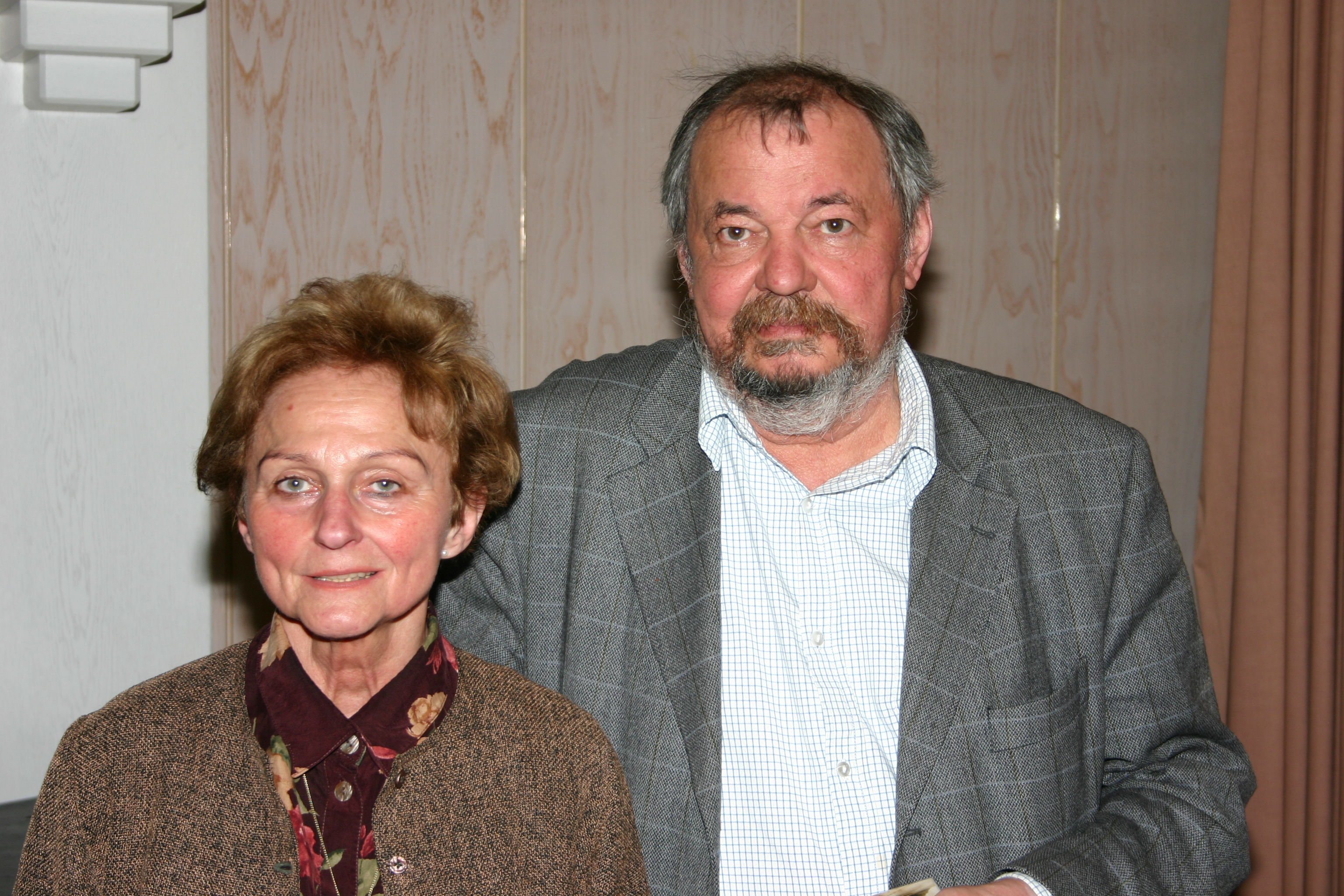
Férjével, Lázár Ervinnel 2005-ben

Férje Lázár Ervin Kossuth-díjas magyar író volt, gyermekeik: Fruzsina (magyar–földrajz szakos középiskolai tanárnő), Zsigmond (jogász); testvére Vathy Ákos (1944–1995) bíró, a Szabolcs-Szatmár-Bereg Megyei Bíróság és a Fővárosi Bíróság büntető kollégiumának egykori vezetője.

## Művei (válogatás)
- Erőterek; Magvető, Bp., 1970
- Adjál nekem vasfogat! (kisregény és elbeszélések, 1976)
- Lúdtalpbetét Adonisznak (novellák, 1977)
- Az ősi háztető. Kisregény és elbeszélések; Magvető, Bp., 1980
- Úgy hívtak, hogy Nyúlpatikus. Riportkönyv szakmunkástanulókról és fiatal munkásokról; Kozmosz Könyvek, Bp., 1983
- Ki látott rétisast? (regény, 1984)
- Éjjel a fűben. Válogatott novellák; Magvető, Bp., 1985
- Kvarcóra, ír himnusszal (riportok, 1986)
- Itthon vagyok (regény, 1987)
- Szívrepesve (novellák, 1989)
- A túlélés románca (regény, 1991)
- Beszélő kert; Pesti Szalon, Bp., 1993
- Itt a szépséget nézzük. Regény három részben; Pesti Szalon, Bp., 1995
- Búrkifli. Novellák; Palatinus, Bp., 1997
- Kalandregény (regény, 1999)
- Gördeszkák és űrdeszkák (válogatott novellák, 2000)
- Angyalhíd; Európa, Bp., 2003
- Herend, az más. Tizenöt év a Herendi Porcelánmanufaktúra életében, 1990–2005; Kortárs, Bp., 2006
- Életünk, halálunk; Helikon, Bp., 2007
- Angolpark (novellák, 2009)
- Columbo autója (novellák a cigány kultúra köréből, 2011)
- Kávérajzok (kisregény, 2013)
- Az élet vásárcsarnoka (elbeszélések, 2015)
- Lázár Ervin; vál. Vathy Zsuzsa, Komáromi Gabriella, szerk. Komáromi Gabriella; Napkút–PIM, Bp., 2015 + CD (Hang-kép-írás)
- Ki nevet a végén? Válogatott novellák és kisregények; Helikon, Bp., 2016

## Díjak, elismerések
- Móricz Zsigmond-ösztöndíj (1975)
- József Attila-díj (1986)
- A Móra Könyvkiadó nívódíja (1986)
- Év Könyve Jutalom (1986)
- Nagy Lajos-díj (1995)
- Szobotka-díj (1996)
- A Magyar Köztársasági Érdemrend lovagkeresztje (2000)
- Márai Sándor-díj (2009)
- Prima díj (2013)
- A Magyar Érdemrend tisztikeresztje (2015)